# Unutarnje more
Unutarnje more je more na zapadu Tihog oceana koje razdvaja otoke Honshū, Shikoku i Kyushu, tri glavna otoka Japana.
Unutarnje more služi kao međunarodni vodeni put koji povezuje Tihi ocean s Japanski morem.
Otprilike 3000 otoka smješteno je u Unutarnjem moru.
Tjesnac Naruto povezuje istočni dio mora s kanalom Kii koji vodi u Tihi ocean. Zapadni dio mora povezan je s Japanskim morem kroz tjesnac Kanmon i s Tihim oceanom kroz kanal Bungo.